# Prioro
Prioro est une commune d'Espagne dans la province de León, communauté autonome de Castille-et-León. Elle s'étend sur 48,98 km2 et comptait environ 349 habitants en 2024. Prioro comprend également le district de Tejerina .

## Géographie
Prioro est situé à environ 58 km au nord-est de León  à une altitude d'environ 1 120 m . La rivière Cea y prend sa source.

## Évolution démographique
| Année         | 1900 | 1950 | 1970 | 1981 | 1991 | 2001 | 2011 | 2021 | 2024 |
| ------------- | ---- | ---- | ---- | ---- | ---- | ---- | ---- | ---- | ---- |
| Population    | 1124 | 1371 | 937  | 668  | 574  | 441  | 407  | 338  | 349  |
| Source : INE. |      |      |      |      |      |      |      |      |      |

## Sites touristiques
- Église Saint-Jacques de Prioro
- Chapelle du Christ
- La chapelle Marie.

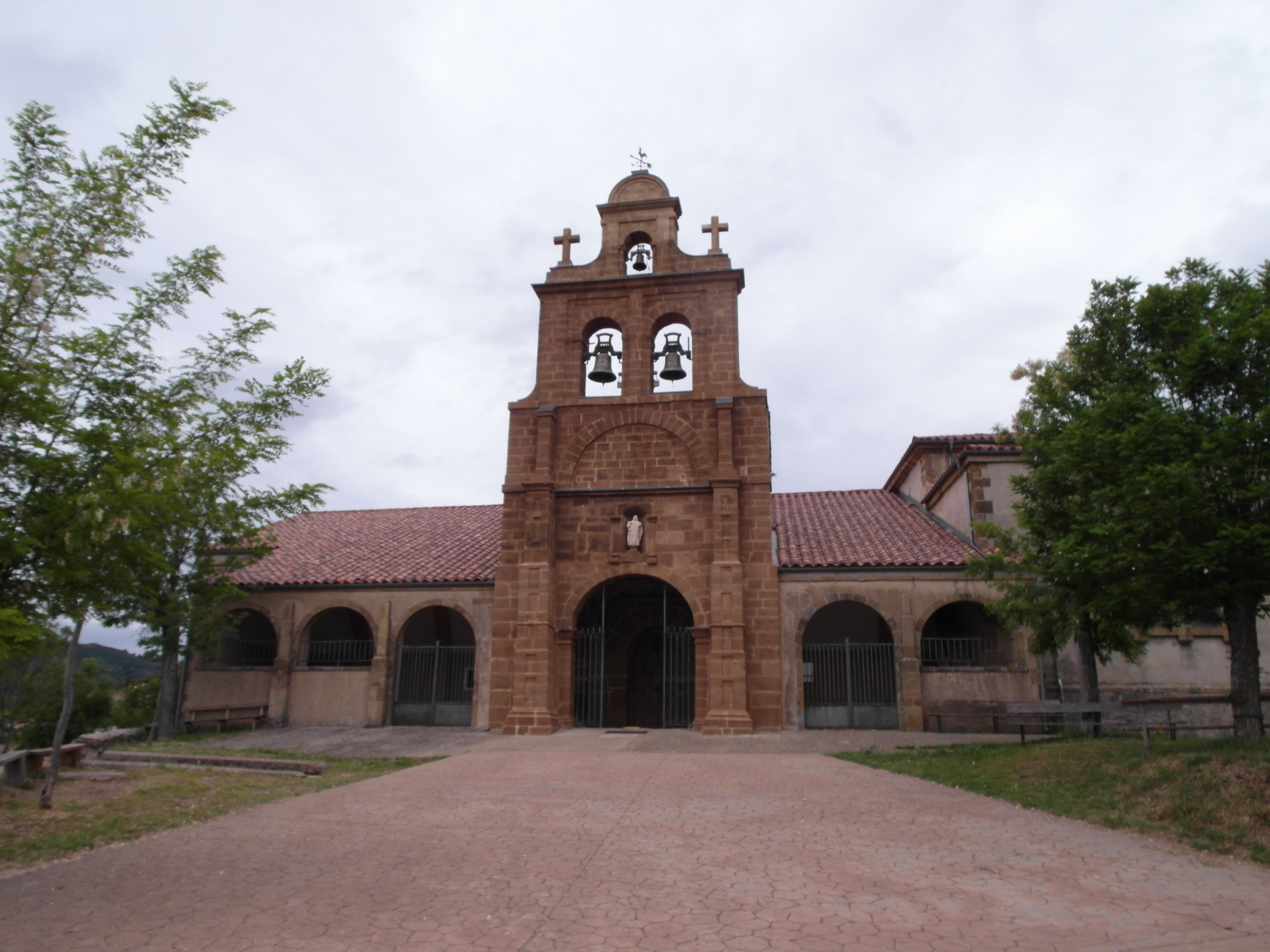
Église Saint-Jacques.